# Sao-hao
Sao-hao (Shaohao) legendás kínai uralkodó az öt császár korában és az ókori kínai mitológiában. A Sárga Császár fia, unokája vagy dédunokája, aki őt követte a trónon.

## Származása, nevei, legendái
A fennmaradt források alapján bizonyossággal csak annyi állapítható meg, hogy Sao-hao (Shaohao) a Sárga Császár egyenesági leszármazottja, de a köztük lévő rokonsági viszony tekintetében több változat is létezik. Egyes források szerint a legidősebb fia volt, és így azonos A történetíró feljegyzéseiben szereplő Hszüan-hsziao (Xuanxiao)val 玄囂, aki a Sárga Császár halálát követően örökölte a trónt, majd az halála után, fivére, Csang-ji (Changyi) fia, Csuan-hszü (Zhuanxu) lépett örökébe. Sze-ma Csien (Sima Qian) szerint ugyan nem viselte a ti (di) 帝 „császár” címet, ám a legtöbb forrás mégis a Sárga Császár trónjának örököseként hivatkozik rá. Más változatok szerint Sao-hao (Shaohao) a Sárga császár unokája, dédunokája volt, vagy épp tisztázatlan rokonsági viszonyban álltak egymással.
A Sao-hao (Shaohao) nevében szereplő hao 昊 írásjegyet  olykor hao 皞, hao 皓, vagy hao 顥 alakban is írják. Számos más néven is emlegetik, például Csing-jang Si (Qingyang Shi) 青陽氏, Csin-tien Si (Jintian Shi) 金天氏, Csiung-san Si (Qiongsang Shi) 窮桑氏, Jün-jang Si (Yunyang Shi) 雲陽氏 vagy Csu-hszüan (Zhuxuan) 朱宣. 
Egyes források szerint a családneve Csi (Ji) 己, a személyneve pedig Cse (Zhi) 摰 (vagy 質, 鷙) volt.
A mai Csüfu (Qufu) (Konfuciusz szülőhelye) közelében található Csiungsan (Qiongsang)ban 窮桑 született. Erényességében a legendabeli „Nagy Végtelenre” (Taj-hao (Taihao) 太昊), vagyis Fu-hszi (Fuxi)ra emlékeztetett, ezért kapta az „Ifjú Végtelen”, vagyis a Sao-hao (Shaohao) nevet.
Egyes források szerint hivatalnokait a madarak neve után nevezte el. Feltételezhető, hogy az archaikus mítoszokban Sao-hao (Shaohao)t magát is madárként képzelték el, aki a madarak uralkodója lehetett. Erre utalnak azok a források is, amelyek szerint a személyneve Cse (Zhi) 鷙 volt, amely valamilyen ragadozó madarat jelent.[forrás?]
A Csin-tien (Jintian) 金天, vagyis „fém-ég törzsbeli” neve, az öt elem elméletét alkalmazó elképzelés szerint onnan ered, hogy egyes források szerint Sao-hao (Shaohao) a nyugati égtáj szelleme volt, aki a fém elem mágiskus erejével kormányzott (vö. Sárga Császár - föld), és az évszakok közül az ősz tartozott a fennhatósága alá. A Hegyek és vizek könyvében „Fehér császárnak” (Paj-ti (Baidi) 白帝) nevezik, és az öt császár (vagy uralkodó) (vu ti (wu di) 五帝) sorába tartozik.
Egy legenda szerint Sao-hao (Shaohao) anyja azután fogant meg, hogy álmában egy hatalmas csillagot látott, amely a földre ereszkedett. Más változat szerint Sao-hao (Shaohao) anyja Huang-o (Huange), az égi szövőlány volt, aki éjszakánként szőtt, nappal azonban tutajra szállt és az eget a földdel összekötő vizeken utazott. Így találkozott a Fehér császár (Paj-ti (Baidi) 白帝) fiával, aki Sao-hao (Shaohao) apja lett. Van olyan elképzelés, hogy Sao-hao (Shaohao) a Keleti-tenger mögötti mélységben (más változat szerint messze nyugaton) alapított országot, ahol 12 ezer mérföldnyi terület tartozott az uralma alá. Egy harmadik változat szerint pedig a Csangliu (Changliu)-hegyen lakik, és ott kormányozza a napnyugtát.